# David Pritchard (físico)
David Edward Pritchard (15 de octubre de 1941, New York) es un profesor de física del Instituto Tecnológico de Massachusetts (MIT). El profesor Pritchard es conocido por haber llevado a cabo los primeros experimentos relacionados con la interacción de átomos con la luz, los cuales llevaron a la creación del campo de investigación de la óptica atómica. Su demostración sobre la difracción de un rayo de átomos al crear un enrejado hecho de ondas de luz abrió la puerta a nuevos estudios sobre la difracción, reflexión, y enfoque de ondas de materia, similares a los ya realizados con ondas de luz. Pritchard ha sido capaz de combinar la óptica atómica a los estudios fundamentales de la teoría cuántica, para crear nuevos métodos que estudien las propiedades de los átomos, así como la creación de dispositivos tales como el interferómetro y el giroscopio de ondas de átomos.
En 1990, consiguió traer a Wolfgang Ketterle al MIT como un investigador postdoctoral para trabajar con átomos ultrafrios, apartándose de ese campo para dejar que Ketterle fuera nominado por la facultad en 1992. Ketterle trabajó en el enfriamiento de átomos hasta conseguir el Condensado de Bose-Einstein por primera vez en 1995, un descubrimiento por el que Ketterle consiguió el Nobel de física en 2001, junto con Eric Cornell y Carl Wieman del JILA, en Boulder, Colorado. El profesor Pritchard también formó a Eric Cornell, que fue su estudiante de licenciatura.